# Miguel Jubany
Miguel Ángel Jubany (nacido el 30 de junio de 1938 en Maciel, provincia de Santa Fe, Argentina) es un letrista, poeta, dramaturgo y ensayista argentino, reconocido por su contribución al tango y la cultura popular.

## Trayectoria
Jubany emergió en la escena cultural argentina a finales de los años 60 y principios de los 70, estableciéndose en Rosario, donde desarrolló gran parte de su obra. Su poesía se caracteriza por la exaltación de valores literarios y estéticos, proyectándolos hacia el ámbito popular.
Además de su labor como poeta y letrista, ha desempeñado roles significativos en la difusión y promoción del tango y la canción popular argentina. Ha ocupado cargos en el Ministerio de Educación y Cultura de la provincia de Santa Fe, incluyendo el de Subsecretario de Cultura y Director de LT10 Radio Universidad de Santa Fe.
Jubany también dirigió el suplemento cultural del diario Rosario/12 y es fundador y presidente de la Academia del Tango de Rosario. Es miembro académico de la Academia Nacional del Tango de la República Argentina.

## Obra
Jubany ha publicado varios libros de canciones, poesía y ensayos. Entre sus obras destacadas se encuentra Palabra de tango (2000), una recopilación de letras de tangos, milongas, canciones y poemas relacionados con el tango.
Ha colaborado con músicos como Domingo Federico, Roberto Pansera, Cholo Montironi, Omar Torres, Santos Maggi y Marcelo Raigal.
Sus composiciones han sido interpretadas por artistas como Jorge Sobral, Hugo Marcel, Carlos Acuña, Nelly Vázquez, Carlos Rossi, Noelia Moncada y, en el ámbito folclórico, por el Grupo Vocal Atahualpa, Grupo Pilmaiquén y Antonio Tormo.
En 2012, presentó un doble CD con 40 obras propias grabadas por diversos intérpretes entre 1971 y 2001.